# رایمر (کلرادو)
رایمر (به انگلیسی: Raymer) شهری در ایالت کلرادو کشور ایالات متحده آمریکا است که جمعیت آن در سرشماری سال ۲۰۱۰ میلادی، ۹۶ نفر بوده‌است.